# Acontista
Genre
Acontista est un genre d'insectes de l'ordre des Mantodea ou mantes, de la famille des Acanthopidae, de la sous-famille des Acanthopinae.

## Liste d'espèces
Selon Mantodea Species File (12 avril 2021) :
- Acontista amazonica Beier, 1929
- Acontista amoenula Gerstaecker, 1889
- Acontista aurantiaca Burmeister, 1838
- Acontista bolivari Giglio-Tos, 1915
- Acontista brevipennis Saussure, 1872
- Acontista cayennensis Saussure & Zehntner, 1894
- Acontista championi Kirby, 1904
- Acontista chopardi Giglio-Tos, 1927
- Acontista concinna Perty, 1833
- Acontista cordillerae Saussure, 1869
- Acontista cubana De Zayas, 1974
- Acontista ecuadorica Hebard, 1924
- Acontista eximia Pascoe, 1882
- Acontista festae Giglio-Tos, 1915
- Acontista fraterna Saussure & Zehntner, 1894
- Acontista gracilis Chopard, 1911
- Acontista inquinata Saussure & Zehntner, 1894
- Acontista iriodes Hebard, 1919
- Acontista maroniensis Chopard, 1911
- Acontista mexicana Saussure & Zehntner, 1871
- Acontista minima Giglio-Tos, 1915
- Acontista multicolor Saussure, 1870
- Acontista parva Beier, 1942
- Acontista piracicabensis Toledo Piza, 1967
- Acontista rehni Giglio-Tos, 1927
- Acontista semirufa Westwood, 1889
- Acontista vitrea Saussure & Zehntner, 1894